# Frederick George Donnan

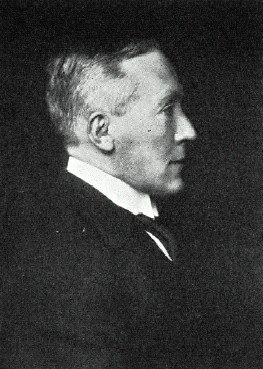
Frederick George Donnan

Frederick George Donnan (* 5. September 1870 in Colombo, Ceylon (jetzt Sri Lanka); † 16. Dezember 1956 in Canterbury, Kent, England) war ein britischer Chemiker.
Er studierte ab 1889 Chemie und Physik am Queen's College in Belfast. 1893 ging er zu einem Arbeitsaufenthalt bei Johannes Wislicenus an der Universität Leipzig. 1896 wurde er bei Wilhelm Ostwald mit dem Thema Versuche über die Beziehung zwischen der elektrolytischen Dissociation und der Lichtabsorption in Lösungen zum Dr. phil. promoviert. 1896 bis 1897 war er Mitarbeiter von Jacobus Henricus van ’t Hoff in Berlin, ab 1898 bei William Ramsay am University College London.
Donnan wurde 1903 Dozent („Lecturer“) für organische Chemie am Royal College of Science in Dublin; ab 1904 war er Professor für physikalische Chemie an der University of Liverpool. Von 1906 bis 1913 war er Direktor des dortigen Muspratt-Laboratoriums, von 1913 bis 1937 war er Professor für Chemie am University College London.
Er gilt als Mitbegründer der physikalischen Chemie in England und lieferte bedeutende Beiträge zur Kolloidchemie, über osmotische Vorgänge und die Theorie der Lösungen.
1911 beschrieb er das Donnan-Gleichgewicht (auch Donnan-Effekt, Gibbs-Donnan-Effekt, Gibbs-Donnan-Gleichgewicht, Donnan-Gesetz).
Nach der Machtübernahme Hitlers in Deutschland im Jahr 1933 kümmerte sich Donnan intensiv um emigrationswillige und verfolgte deutsche Wissenschaftler und verschaffte vielen von ihnen eine vorübergehende Bleibe an seinem Institut.
Seit 1927 war er auswärtiges Mitglied der Königlich Niederländischen Akademie der Wissenschaften (KNAW). 1928 erhielt er den Liversidge Award der Royal Society of Chemistry. 1936 wurde er Ehrenmitglied (Honorary Fellow) der Royal Society of Edinburgh.